# Гулевич Євген Васильович

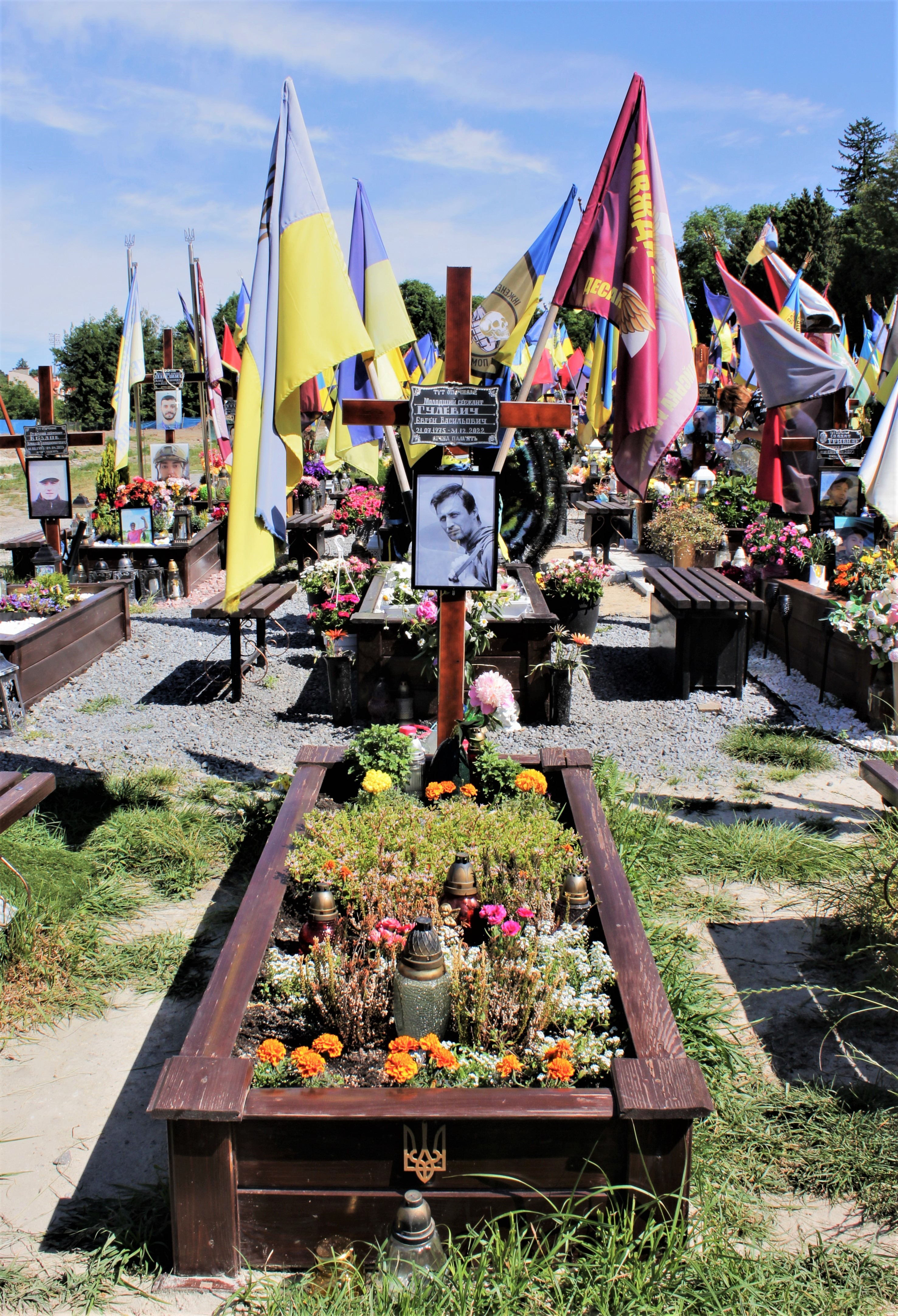
Могила молодшого сержанта Євгена Гулевича.

Євге́н Васи́льович Гуле́вич (21 липня 1975, м. Львів — 31 грудня 2022, біля м. Бахмут, Донецька область) — український філософ, перекладач, філолог, культуролог, військовослужбовець, молодший сержант 46 ОАеМБр Збройних сил України, учасник російсько-української війни. Кавалер ордена «За мужність» III ступеня (2023, посмертно), почесний громадянин Калуської міської територіальної громади (2023, посмертно).

## Життєпис
Євген Гулевич народився 21 липня 1975 року у Львові. У дитинстві відвідував театральний та художній гуртки.
Навчався в Калуській загальноосвітній школі № 2. Закінчив факультет журналістики Львівського національного університету імені Івана Франка (2000). Згодом вирішив продовжити навчання в магістратурі з культурології (2005).
Працював журналістом львівських газет «Експрес» та «Поступ»; перекладачем проєкту «Перекладацька майстерність», «Університетські діалоги» (під керівництвом Марії Габлевич), директором (2010—2015) Центру гуманітарних досліджень Львівського національного університету.
Володів іспанською мовою.

### Російське вторгнення в Україну (2022)
Після початку повномасштабного російського вторгнення вступив до лав Збройних сил України. Служив кулеметником 46-ї окремої аеромобільної бригади. Двічі зазнавав поранень.
Загинув 31 грудня 2022 року від кулі російського снайпера біля Бахмута на Донеччині. Вважався зниклим безвісти. Внаслідок постійних обстрілів тіло вдалося забрати лише наприкінці березня 2023 року.
Похований 10 квітня 2023 року на Полі Почесних поховань № 86А Личаківського цвинтаря.

## Доробок
Автор культурних та критичних публікацій; збірника статей, який присвячений українській письменниці Соломії Павличко. Займався проєктом «Історії літератури», в якому сповна проявив свої здібності.
Переклав українською мовою книги письменників Хосе Луїса Раміреса «Існування іронії як іронія існування», Рея Бредбері «Щось лихе насуває», Рафаеля Шактера «Світовий атлас вуличного мистецтва і графіті» (головний редактор), Ніла Дональда Волша «Розмови з Богом».
Співавтор культурно-мистецьких проєктів, зокрема — «Свято музики», «My future heritage», «Pinzel AR», «Ангели» (2019, під керівництвом Павла Гудімова), «Агора», «Суміжність» (2021). Один із співавторів документального фільму «Випчина. Село одного дня» (2019).

## Нагороди
- орден «За мужність» III ступеня (26 липня 2023, посмертно) — за особисту мужність, виявлену у захисті державного суверенітету та територіальної цілісності України, самовіддане виконання військового обов'язку[4];
- почесний громадянин Калуської міської територіальної громади (11 вересня 2023, посмертно)[5].

## Вшанування пам'яті
У жовтні 2023 року став одним з героїв фотовиставки «Честь. Мужність. Шляхетність» Львівського національного університету імені Івана Франка.
16 травня 2024 року під час відкриття Lviv Media Forum прозвучала багатоканальна аудіовізуальна інсталяція «вагоме невимовне», яка присвячена Євгенові Гулевичу.

## Тексти Євгена Гулевича
- Євген Гулевич. Сенс реальності // Zbruč. 18.12.2019
- Євген Гулевич. Віртуальна спадщина майбутнього // Zbruč. 16.09.2020
- Євген Гулевич. Культурне зусилля і лотерея // Zbruč. 11.05.2021